# Canino (Itália)
Canino é uma comuna italiana da região do Lácio, província de Viterbo, com cerca de 5.072 (Cens. 2001) habitantes. Estende-se por uma área de 123,49 km², tendo uma densidade populacional de 41,07 hab/km². Faz fronteira com Cellere, Ischia di Castro, Manciano (GR), Montalto di Castro, Tessennano, Tuscania.
Nesta cidade nasceu o Papa Paulo III.

## Demografia
| Variação demográfica do município entre 1861 e 2011                               |
|                                                                                   |
| Fonte: Istituto Nazionale di Statistica (ISTAT) - Elaboração gráfica da Wikipedia |